# Karina Michelin
Karina Michelin (Botucatu, 24 de julho de 1980) é uma jornalista, apresentadora e ex-modelo ítalo-brasileira. Eleita em 2006 Miss Italia nel Mondo, trabalhou como apresentadora na Itália, nos Estados Unidos e no Brasil.

## Carreira
Aos 12 anos, em 1992, venceu o concurso Mini Miss São Paulo. Aos 15, foi finalista do The Look of the Year, da Elite Models, e iniciou a carreira na Ford Models Brasil. Trabalhou em campanhas para marcas como Coca-Cola, Tilibra, Johnson & Johnson e Shiseido, além de ser capa de revistas na Europa. Passou temporadas no Japão e na África do Sul. Em 1998, iniciou estudos em teatro e participou do programa Perdidos na Tarde na TV Manchete. Em 2000, trabalhou no marketing do Canal Fashion TV Brasil e, em 2002, apresentou o Planeta Atlântida de Florianópolis pela RBS TV.
Em 2006, venceu o concurso Miss Italia nel Mondo e tornou-se apresentadora do programa Markette na La7. Em 2008, participou do Jackpot no Canale 5. De volta ao Brasil, em 2009, foi repórter do Programa Amaury Jr da Rede TV! e apresentou Vip Brasil no E! Entertainment. Em 2013, estreou como produtora e apresentadora do Miami Lifestyle em Miami, voltado aos brasileiros na Flórida. Em 2014, mudou-se para a Itália e fundou a marca Girls Like Us. Sua primeira coleção de bolsas recicláveis foi exposta no Museu da Cultura de Milão (MUDEC) em 2017[carece de fontes?].

## Polêmicas
Durante a pandemia de COVID-19, Karina compartilhou em seu site e suas redes sociais diversos vídeos com informações classificadas por iniciativas de checagem de informações no Brasil como enganosas ou falsas.
Em abril de 2023 teve banido seu canal no YouTube, com mais de 150 mil inscritos, sob alegação de violação das regras da comunidade. 